# 2018-as magyar úszóbajnokság
A 2018-as magyar úszóbajnokságot, amely a 120. magyar bajnokság volt, teljes nevén CXX. Országos Bajnokság Széchy Tamás emlékére, 2018. március 28 és 31. között rendezték meg Debrecenben. A felnőtt válogatott versenyzők közül Hosszú Katinka, Holoda Péter és a visszavonulását bejelentő Gyurta Dániel nem indult.
A verseny során Szilágyi Csaba megdöntötte Flaskay Mihály 2002 óta, a legrégebben fennálló országos csúcsát férfi 50 mellen. Cseh László 105. aranyérmét és 150. érmét is megszerezte a bajnokság során.

## Eredmények

### Férfiak
| Versenyszám                               | Arany                                                                    | Arany    | Ezüst                                                           | Ezüst    | Bronz                                                                | Bronz    |
| ----------------------------------------- | ------------------------------------------------------------------------ | -------- | --------------------------------------------------------------- | -------- | -------------------------------------------------------------------- | -------- |
| 50 m gyorsúszás Döntő: március 28.        | Lobanovszkij Maxim Győri USE                                             | 22,32    | Takács Krisztián Győri USE                                      | 22,42    | Németh Nándor Egri UK                                                | 22,55    |
| 100 m gyorsúszás Döntő: március 30.       | Németh Nándor Egri UK                                                    | 48,31    | Kozma Dominik BVSC                                              | 49,05    | Milák Kristóf Érd                                                    | 49,49    |
| 200 m gyorsúszás Döntő: március 31.       | Kozma Dominik BVSC                                                       | 1:47,16  | Milák Kristóf Érd                                               | 1:47,97  | Németh Nándor Egri UK                                                | 1:48,42  |
| 400 m gyorsúszás Döntő: március 29.       | Bernek Péter BVSC                                                        | 3:48,69  | Milák Kristóf Érd                                               | 3:48,71  | Márton Richárd Budafóka                                              | 3:50,62  |
| 800 m gyorsúszás Döntő: március 31.       | Rasovszky Kristóf Balaton UK                                             | 7:56,85  | Kalmár Ákos Bajai Spartacus                                     | 7:58,40  | Gyurta Gergely UTE                                                   | 8:00,90  |
| 1500 m gyorsúszás Döntő: március 28.      | Kalmár Ákos Bajai Spartacus                                              | 15:03,14 | Gyurta Gergely UTE                                              | 15:08,74 | Huszti Dávid Darnyi Tamás SC                                         | 15:16,19 |
| 50 m hátúszás Döntő: március 31.          | Milák Kristóf Érd                                                        | 25,23    | Szentes Bence Győri US                                          | 25,25    | Kovács Benedek Érd                                                   | 25,68    |
| 100 m hátúszás Döntő: március 28.         | Bernek Péter BVSC                                                        | 54,83    | Kovács Benedek Érd                                              | 54,99    | Zombori Gábor Budafóka                                               | 55,44    |
| 200 m hátúszás Döntő: március 30.         | Bernek Péter BVSC                                                        | 1:57,33  | Telegdy Ádám Kőbánya SC                                         | 1:58.70  | Kovács Benedek Érd                                                   | 1:58,78  |
| 50 m mellúszás Döntő: március 31.         | Szilágyi Csaba Hódmezővásárhelyi SUVC                                    | 27,05    | Financsek Gábor Mohácsi TE                                      | 28,29    | Horváth Dávid Kőbánya SC                                             | 28,38    |
| 100 m mellúszás Döntő: március 28.        | Szilágyi Csaba Hódmezővásárhelyi SUVC                                    | 59,74    | Takács Tamás Egri UK                                            | 1:01,54  | Horváth Dávid Kőbánya SC                                             | 1:01,82  |
| 200 m mellúszás Döntő: március 30.        | Horváth Dávid Kőbánya SC                                                 | 2:11,35  | Kutasi Máté Vasas SC                                            | 2:13,43  | Takács Tamás Egri UK                                                 | 2:14,17  |
| 50 m pillangóúszás Döntő: március 29.     | Kozma Dominik BVSC Cseh László Egri UK                                   | 23,84    |                                                                 |          | Takács Krisztián Győri US                                            | 23,91    |
| 100 m pillangóúszás Döntő: március 31.    | Milák Kristóf Érd                                                        | 51,50    | Cseh László Egri UK                                             | 52,46    | Kenderesi Tamás Pécsi SN                                             | 53,28    |
| 200 m pillangóúszás Döntő: március 28.    | Milák Kristóf Érd                                                        | 1:52,71  | Kenderesi Tamás Pécsi SN                                        | 1:54,14  | Cseh László Egri UK                                                  | 1:56,45  |
| 200 m vegyes úszás Döntő: március 29.     | Bernek Péter BVSC                                                        | 1:59,67  | Verrasztó Dávid Ferencváros                                     | 2:00,10  | Grátz Benjámin Egri UK                                               | 2:01,05  |
| 400 m vegyes úszás Döntő: március 30.     | Verrasztó Dávid Ferencváros                                              | 4:12,98  | Bernek Péter BVSC                                               | 4:14,42  | Gyurta Gergely UTE                                                   | 4:15,12  |
| 4 × 100 m gyorsváltó Döntő: március 30.   | Győri US Gyárfás Bence Lobanovszkij Maxim Takács Krisztián Mészáros Márk | 3:19,37  | Egri UK Cseh László Holló Balázs Lakatos Dávid Németh Nándor    | 3:19,40  | BVSC Bernek Péter Bohus Richárd Kozma Dominik Papp Márk              | 3:21,25  |
| 4 × 200 m gyorsváltó Döntő: március 29.   | Egri UK Holló Balázs Cseh László Grátz Benjámin Németh Nándor            | 7:18,39  | BVSC Kozma Dominik Papp Márk Drigán Zoltán Bernek Péter         | 7:25,81  | Ferencváros Biczó Bence Mándli Benedek Verrasztó Dávid Szabó Norbert | 7:31,60  |
| 4 × 100 m vegyes váltó Döntő: március 31. | Egri UK Grátz Benjámin Takács Tamás Cseh László Németh Nándor            | 3:39,18  | Kőbánya SC Telegdy Ádám Horváth Dávid Pulai Bence Berecz Balázs | 3:41,05  | Érd Kovács Benedek Szele Dávid Milák Kristóf Jánosi Kristóf          | 3:41,84  |

### Nők
| Versenyszám                               | Arany                                                             | Arany    | Ezüst                                                                  | Ezüst    | Bronz                                                                     | Bronz    |
| ----------------------------------------- | ----------------------------------------------------------------- | -------- | ---------------------------------------------------------------------- | -------- | ------------------------------------------------------------------------- | -------- |
| 50 m gyorsúszás Döntő: március 28.        | Senánszky Petra Debreceni Sportcentrum                            | 25,62    | Molnár Flóra Délzalai Vízmű                                            | 26,10    | Verrasztó Evelyn BVSC                                                     | 26,15    |
| 100 m gyorsúszás Döntő: március 30.       | Verrasztó Evelyn BVSC                                             | 55,68    | Kurdi Zsófia DMTK-KVSE                                                 | 56,46    | Késely Ajna Kőbánya SC                                                    | 56,47    |
| 200 m gyorsúszás Döntő: március 31.       | Késely Ajna Kőbánya SC                                            | 1:59,62  | Verrasztó Evelyn BVSC                                                  | 2:00,42  | Fábián Fanni Szegedi UE                                                   | 2:01,51  |
| 400 m gyorsúszás Döntő: március 29.       | Késely Ajna Kőbánya SC                                            | 4:05,61  | Kapás Boglárka UTE                                                     | 4:05,92  | Vas Luca Szegedi UE                                                       | 4:15,15  |
| 800 m gyorsúszás Döntő: március 28.       | Kapás Boglárka UTE                                                | 8:24,39  | Késely Ajna Kőbánya SC                                                 | 8:25,82  | Juhász Adél Kiskunhalasi UGYE                                             | 8:46,53  |
| 1500 m gyorsúszás Döntő: március 31.      | Késely Ajna Kőbánya SC                                            | 16:33,97 | Vas Luca Szegedi UE                                                    | 16:48,34 | Juhász Adél Kiskunhalasi UGYE                                             | 16:52,42 |
| 50 m hátúszás Döntő: március 31.          | Burián Katalin Egri UK                                            | 29,05    | Dobos Dorottya Győri US                                                | 29,25    | Ilyés Laura Vanda Százhalombattai VUK                                     | 29,50    |
| 100 m hátúszás Döntő: március 28.         | Burián Katalin Egri UK                                            | 1:00,55  | Dobos Dorottya Győri US                                                | 1:02,21  | György Réka Vasas SC                                                      | 1:02,41  |
| 200 m hátúszás Döntő: március 30.         | Burián Katalin Egri UK                                            | 2:09,58  | Szabó-Feltóthy Eszter Vasas SC                                         | 2:12,41  | Dobos Dorottya Győri US                                                   | 2:12,77  |
| 50 m mellúszás Döntő: március 31.         | Sztankovics Anna Miskolci VSI                                     | 31,65    | Sebestyén Dalma Győri US                                               | 32,19    | Szurovcsák Ivett Nyíregyházi SC                                           | 32,30    |
| 100 m mellúszás Döntő: március 28.        | Sztankovics Anna Miskolci VSI                                     | 1:08,83  | Sebestyén Dalma Győri US                                               | 1:09,97  | Békési Eszter Egri UK                                                     | 1:10,60  |
| 200 m mellúszás Döntő: március 30.        | Sebestyén Dalma Győri US                                          | 2:29,54  | Békési Eszter Egri UK                                                  | 2:31,72  | Vécsei Réka Miskolci VSI                                                  | 2:34,00  |
| 50 m pillangóúszás Döntő: március 29.     | Molnár Flóra Délzalai Vízmű                                       | 26,82    | Bordás Beatrix Hullám 91 UE                                            | 26,92    | Ollé Mónika Győri US                                                      | 27,27    |
| 100 m pillangóúszás Döntő: március 31.    | Verrasztó Evelyn BVSC                                             | 59,57    | Joó Sára Érd                                                           | 1:00,38  | Hatházi Dóra Nyíregyházi SC                                               | 1:00,50  |
| 200 m pillangóúszás Döntő: március 28.    | Kapás Boglárka UTE                                                | 2:09,39  | Szilágyi Liliána Bp. Honvéd                                            | 2:10,20  | Berecz Blanka Kőbánya SC                                                  | 2:10,81  |
| 200 m vegyes úszás Döntő: március 29.     | Sebestyén Dalma Győri UE                                          | 2:12,84  | Verrasztó Evelyn BVSC                                                  | 2:13,92  | György Réka Vasas SC                                                      | 2:15,16  |
| 400 m vegyes úszás Döntő: március 30.     | Kapás Boglárka UTE                                                | 4:38,27  | Késely Ajna Kőbánya SC                                                 | 4:44,43  | György Réka Vasas SC                                                      | 4:45,25  |
| 4 × 100 m gyorsváltó Döntő: március 30.   | Győri US Sebestyén Dalma Ollé Mónika Márka Adrienn Dobos Dorottya | 3:50,53  | BVSC Böszörményi Bettina Nagy Réka Del Beato Ludovica Verrasztó Evelyn | 3:50,95  | Debreceni Sportcentrum Senánszky Petra Pál Adél Pitye Adrienn Gál Kincső  | 3:52,63  |
| 4 × 200 m gyorsváltó Döntő: március 29.   | Szegedi UE Fábián Fanni Vas Luca Bonecz Boglárka Olasz Anna       | 8:16,84  | Egri UK Muzsnay Zsófia Burián Katalin Sós Klaudia Beliczai Bóra        | 8:17,03  | BVSC Nagy Réka Böszörményi Bettina Ádám Henrietta Verrasztó Evelyn        | 8:20,14  |
| 4 × 100 m vegyes váltó Döntő: március 31. | Győri US Dobos Dorottya Sebestyén Dalma Ollé Mónika Márka Adrienn | 4:09,64  | Egri UK Burián Katalin Békési Eszter Muzsnay Zsófia Beliczai Bóra      | 4:11,52  | Vasas SC Szabó-Feltóthy Eszter Horváth Lili Galamb Szimonetta György Réka | 4:13,91  |

### Vegyes
| Versenyszám                               | Arany                                                        | Arany   | Ezüst                                                    | Ezüst   | Bronz                                                            | Bronz   |
| ----------------------------------------- | ------------------------------------------------------------ | ------- | -------------------------------------------------------- | ------- | ---------------------------------------------------------------- | ------- |
| 4 × 100 m gyorsváltó Döntő: március 28.   | BVSC Kozma Dominik Bohus Richárd Nagy Réka Verrasztó Evelyn  | 3:32,74 | Érd Milák Kristóf Jánosi Kristóf Barócsai Petra Joó Sára | 3:34,71 | Egri UK Holló Balázs Németh Nándor Muzsnay Zsófia Beliczai Bóra  | 3:34,72 |
| 4 × 100 m vegyes váltó Döntő: március 30. | BVSC Ádám Henrietta Okos Ákos Verrasztó Evelyn Kozma Dominik | 3:56,82 | Győri US Balog Gábor Dér Denisz Ollé Mónika Pózvai Kiara | 3:57,02 | Egri UK Winkler Máté Bőhm Sebestyén Muzsnay Zsófia Beliczai Bóra | 3:59,68 |